# Ederson Moraes
Ederson Santana de Moraes (Osasco, 17. kolovoza 1993.), poznatiji kao Ederson, brazilski je nogometni vratar. Trenutačno igra za Manchester City.

## Klupska karijera
Ederson je 2008. počeo igrati za lokalni klub São Paulo. Iduće godine prelazi u Benficu koja ga je 2011., nakon dvije godine otpustila. Nakon Benfice, Ederson je igrao za portugalski drugoligaški klub Ribeirão. Iduće godine potpisao je dvogodišnji ugovor s prvoligaškim klubom Rio Ave.

### Benfica
Ederson je 27. lipnja 2015. ponovno postao igračem Benfice. U sezoni 2015./16. bio je zamjenski vratar sunarodnjaku Júliju Césaru. Ederson je prvotno igrao u drugoj ligi za rezervnu momčad i u natjecanju Taça da Liga za prvu momčad. U prvoj ligi je debitirao protiv Sportinga 5. ožujka 2016. kada je zamijenio ozlijeđenog Júlija Césara. Sporting je izgubio utakmicu 0:1. S Benficom je dvaput osvojio ligu te jednom natjecanja Taça da Liga i Taça de Portugal.

### Manchester City
Dana 1. lipnja 2017. objavljeno je da je Ederson prešao u Manchester City za iznos od 40 milijuna eura. Time je Edersonov transfer postao drugi najskuplji transfer nekog vratara u povijesti (prvi je bio transfer Gianluigija Buffona za 52 milijuna eura u 2001.). Iznos Edersonovog transfera bio je jednak Benficinom rekordnom izlaznom transferu koji je ostvaren 2012. kada je Axel Witsel prešao u Zenit.
Ederson je odmah postao prvi vratar Manchester Cityja. Za novi klub debitirao je 12. kolovoza 2017. kada je Brighton & Hove Albion izgubio 0:2 u Premier ligi. Dana 19. kolovoza 2018. Ederson je postao prvi vratar u klupskoj povijesti koji je ostvario asistenciju u Premier ligi. Tada je asistirao Sergiju Agüeru za prvi gol na utakmici  protiv Huddersfield Towna kojeg je Manchester City dobio 6:1. Ederson je sa 16 utakmica bez primljenog gola u sezoni 2019./20. osvojio Zlatnu rukavicu za tu sezonu Premier lige. Tu nagradu je osvojio i u naredne dvije sezone.
Nastupao je u finalnoj utakmici UEFA Lige prvaka 2020./21. u kojoj je Manchester City izgubio 0:1 od Chelseaja. Ederson je s Manchester Cityjem osvojio to natjecanje u sezoni 2022./23. kada je Manchester City u finalu dobio Inter Milan 1:0. S Cityjem je također osvojio UEFA Superkup 2023. dobivši Sevillu na penale.

## Reprezentativna karijera
Za Brazil je debitirao 11. listopada 2017. kada je Brazil pobijedio Čile 3:0 u kvalifikacijskoj utakmici za Svjetsko prvenstvo 2018.

## Priznanja

### Individualna
- Član momčadi godine portugalske lige prema novinama O Jogo: 2016.[20]
- Član momčadi godine portugalske lige: 2016.[21]
- Golman godine portugalske lige: 2016./17.[22]
- Član momčadi godine Premier lige: 2018./19.,[23] 2020./21.[24]
- Zlatna rukavica Premier lige: 2019./20., 2020./21., 2021./22.[2]
- Član momčadi sezone UEFA Lige prvaka: 2020./21.[25]

### Klupska
Rio Ave
- Taça de Portugal (finalist): 2013./14.[7]
- Taça da Liga (finalist): 2013./14.[7]

Benfica
- Primeira Liga: 2015./16., 2016./17.[7]
- Taça de Portugal: 2016./17.[7]
- Taça da Liga: 2015./16.[7]

Manchester City
- Premier liga: 2017./18., 2018./19., 2020./21., 2021./22., 2022./23.[2]
- FA kup: 2018./19.,[26] 2022./23.[27]
- Engleski Liga kup: 2017./18.,[28] 2018./19.,[29] 2019./20.,[30] 2020./21.[31]
- FA Community Shield: 2018.,[32] 2019.[33]
- UEFA Liga prvaka: 2022./23.;[17] finalist: 2020./21.[16]
- UEFA Superkup: 2023.[18]

### Reprezentativna
Brazil
- Copa América: 2019.[34]

## Vanjske poveznice
- Profil, Manchester City